# زیبایی (فیلم ۲۰۲۲)
زیبایی (به انگلیسی: Beauty) فیلمی محصول سال ۲۰۲۲ و به کارگردانی اندرو دوسنمو است. در این فیلم بازیگرانی همچون گارسی ماری بردلی، نیسی نش، آلیس شانون، جانکارلو اسپوزیتو، کایل بری، مایکل وارد و شارون استون ایفای نقش کرده‌اند.